# برون‌سوراخ‌ها
برون‌سوراخ‌ها (نام علمی: Exoporia) نام یک سرده از زیرراسته پیچ‌زبانان است.